# ジョージ・オズボーン
ジョージ・ギデオン・オリバー・オズボーン（英語: George Gideon Oliver Osborne、1971年5月23日 - ）は、イギリスの政治家。2010年5月から2016年7月まで同国の第70代財務大臣であった。

## 概要
1971年5月23日にロンドンのパディントンにて、オズボーン準男爵家の長男として誕生する。オックスフォード大学モードリン・カレッジを卒業後にデイリー・テレグラフに勤務し、その後保守党調査部に入って政治部部長を務めた。オズボーンはダグラス・ホッグ農漁食糧相の特別補佐官を務め、敗北に終わった1997年5月の総選挙ではジョン・メージャー首相のキャンペーンチームの一員として働き、その後メージャーの後任のウィリアム・ヘイグ党首のスピーチライター及び政治秘書を務めた。
2001年6月の総選挙でオズボーンはタットン選挙区から選出され、庶民院で当時最も若い議員となった。オズボーンは2004年9月に保守党のマイケル・ハワード党首から影の財務省首席政務官に任命され、2005年10月の党首選挙ではデーヴィッド・キャメロンを支援した。キャメロンは2010年5月の総選挙の後にオズボーンを財務大臣に任命した。
財務大臣としてオズボーンは国債の削減を目的とする緊縮財政政策を進めた。保守党が2015年5月の総選挙で絶対多数を獲得した後にオズボーンは財務大臣に再任され、筆頭国務大臣にも任命された。しかしながらイギリスのヨーロッパ連合離脱の国民投票と、それに伴うキャメロンの辞任に従ってオズボーンは閣僚から外れてバックベンチに戻ることとなり、2017年6月の総選挙で出馬せずに政界を引退した。

## 経歴

### 生い立ち
1971年5月23日にロンドンのパディントンにて、第17代準男爵サー・ピーター・オズボーンとフェリシティ・アレクサンドラ・オズボーン（旧姓ロクストン＝ピーコック）の長男として誕生した。
出生名はギデオン・オリバー・オズボーンだったが、13歳の時にファーストネームとしてジョージの名を追加した。彼は4人兄弟の最年長であったため、バリンタイラーのオズボーン準男爵家の法定推定相続人となった。父親のピーター・オズボーン準男爵はオズボーン&リトル社の共同設立者で、母は芸術家のクラリース・ロクストン＝ピーコックの娘である。
ノーランド・プレイス校、コレット・コート及びセント・ポール校を経て、1993年にオックスフォード大学のモードリン・カレッジを卒業した。なお学生時代はブリンドン・クラブに所属していた。また、アメリカのノースカロライナ州のデイビッドソン大学でディーン・ラスク奨学生として1学期学んだ。
大学卒業後は新聞記者を志望したが、タイムズ紙とエコノミスト紙に落ち、フリーランスの記者としてデイリー・テレグラフのコラムを担当した。しばらくして、オックスフォード時代の友人でジャーナリストのジョージ・ブリッジズから保守党本部の求人を紹介された。

### 初期の政治活動
1994年に保守党調査部に加わり、政治部部長となった。最初の仕事の一つはブラックプールで1994年10月の労働党大会を観察することであった。
1995年から1997年にかけて（牛海綿状脳症危機の間）オズボーンはダグラス・ホッグ農漁食糧相の特別補佐官としてダウニング街10番地で勤務した。1997年にオズボーンはジョン・メージャー首相のキャンペーンチームで働き、この年の総選挙に直面した。選挙後にオズボーンは再びジャーナリズムへの転職を考えてタイムズ紙にアプローチしたが、何も生じなかった。
1997年から2001年まで保守党のウィリアム・ヘイグ党首（当時）のスピーチライターと秘書を担当し、首相質問チームに加わる。続いて、ハワード党首、キャメロン党首の時もオズボーンは首相質問チームに加わった。

### 国会議員
2001年6月にタットン選挙区から立候補して初当選し、当時庶民院で最も若い保守党議員となる。2003年10月にはイラク侵攻を強力に支持した。また2005年5月・2010年5月の総選挙でも再選を果たした。

### 財務大臣
2014年12月には財務大臣としていわゆるグーグル税新設の方針を発表した。また実質的な外相とされ、「黄金時代」とも言われた英中蜜月の仕掛け人である。
2016年7月13日にテリーザ・メイ新首相によってフィリップ・ハモンドが財務大臣に任命され、オズボーンは退任となった。オズボーンはメイ内閣の支援を表明して祝意を伝えた。

## 参照
1. 1 2  Lundy, Darryl. “George Gideon Oliver Osborne” (英語). thepeerage.com. 2017年12月9日閲覧。
2. ↑  “George Gideon Oliver Osborne”. 2014年11月3日閲覧。
3. 1 2  Charles Mosley, Burke's Peerage and Baronetage, 107th edition, volume 2, page 3030.
4. 1 2  White, Michael; Boles, Nick (2009年10月8日). “Britain's Top 10 Tories”. The Guardian (London) 2010年2月23日閲覧。
5. ↑  Charles Mosley, editor, Burke's Peerage, Baronetage & Knightage, 107th edition, 3 volumes (Wilmington, Delaware, U.S. A.: Burke's Peerage (Genealogical Books) Ltd, 2003), volume 2, page 1989.
6. ↑  Ross, Tim (2008年11月7日). “St Paul's School in ￡150m rebuild”. London Evening Standard 2010年1月10日閲覧。[リンク切れ]
7. ↑  “George Osborne Visits Magdalen - Magdalen College Oxford”. 2013年4月30日閲覧。
8. ↑  Day, Elizabeth (2011年10月1日). “George Osborne and the Bullingdon club: what the chancellor saw”. The Guardian 2015年10月25日閲覧。
9. ↑  “Jeopardy! and Other Breaking News”. Daybook Davidson - Davidson College. 2014年11月3日閲覧。
10. ↑  Kuper, Simon (2016年7月7日). “Brexit: a coup by one set of public schoolboys against another”. ft.com. 2016年7月8日閲覧。
11. 1 2  “The real George Osborne”. theguardian.com (2011年11月28日). 2016年7月8日閲覧。
12. ↑  The real George Osborne. Andy Beckett. The Guardian. 28 November 2011.
13. ↑  Mr. George Osborne (Tatton) (2003年10月22日). “Debate: Iraq (Judicial Inquiry)”. Hansard. 2013年4月22日閲覧。
14. ↑  http://www.theguardian.com/business/2014/dec/03/autumn-statement-2014-osborne-to-introduce-google-tax
15. ↑  “英メイ政権、対ＥＵ難航も　交渉役に強硬派ずらり”. (2016年7月15日) 2016年7月19日閲覧。
16. ↑  “英中蜜月の仕掛け人 “次の首相”オズボーンの正体”. (2015年11月26日) 2016年7月16日閲覧。
17. ↑  George Osborne sacked as Chancellor and replaced by Philip Hammond as Theresa May forms her new Cabinet C. Hope, The Daily Telegraph, 13 Jul 2016